# Barrage d'Edersee

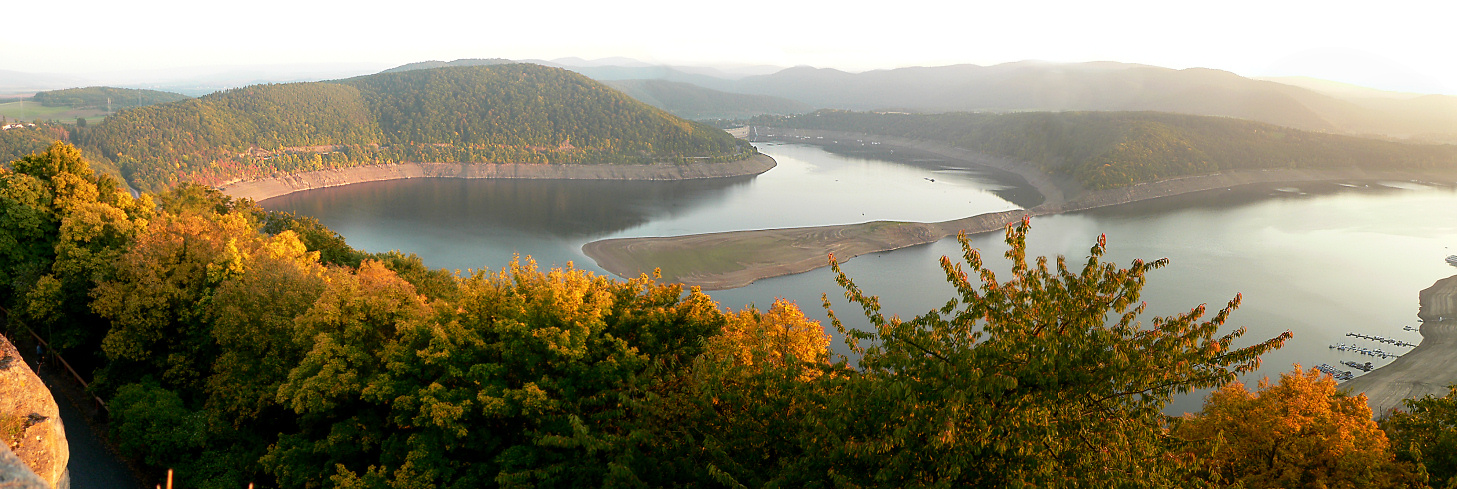
Panorama de l’Edersee en été depuis le château de Waldeck avec la presqu'île du Hopfenberg dénudée et à l'arrière-plan le barrage.

Le barrage de l’Edertal et son lac de retenue, l’Edersee, forment le second plus grand lac de retenue en superficie (11,8 km2) et la troisième plus grosse retenue de barrage (capacité de 199 300 000 m3) d’Allemagne. Cet ouvrage d'art, d'une hauteur de  48 m, est aménagé sur l’Eder, un affluent de la Fulda, à proximité de la ville de Waldeck dans l’arrondissement de Waldeck-Frankenberg (Hesse septentrionale).
Le barrage de l’Edertal (EdT) est propriété du Service Fédéral des Eaux et de la Navigation, représenté par le Service de la navigation de Hann. Münden. Ce barrage a pour fonction essentielle d’alimenter en eau la Haute-weser et le Mittellandkanal. Ses fonctions secondaires sont la régulation du plan d’eau amont, la production d’énergie électrique et la plaisance.
Situé au cœur du parc naturel de Kellerwald-Edersee, le lac de retenue offre un paysage magnifique depuis le château de Waldeck.
Durant la Seconde Guerre mondiale, ce barrage fut détruit par des bombes rebondissantes larguées par la Royal Air Force lors de l’opération Chastise. Partiellement détruit, il fut reconstruit en quelques mois grâce à des travailleurs forcés de l’Organisation Todt.

## Géographie

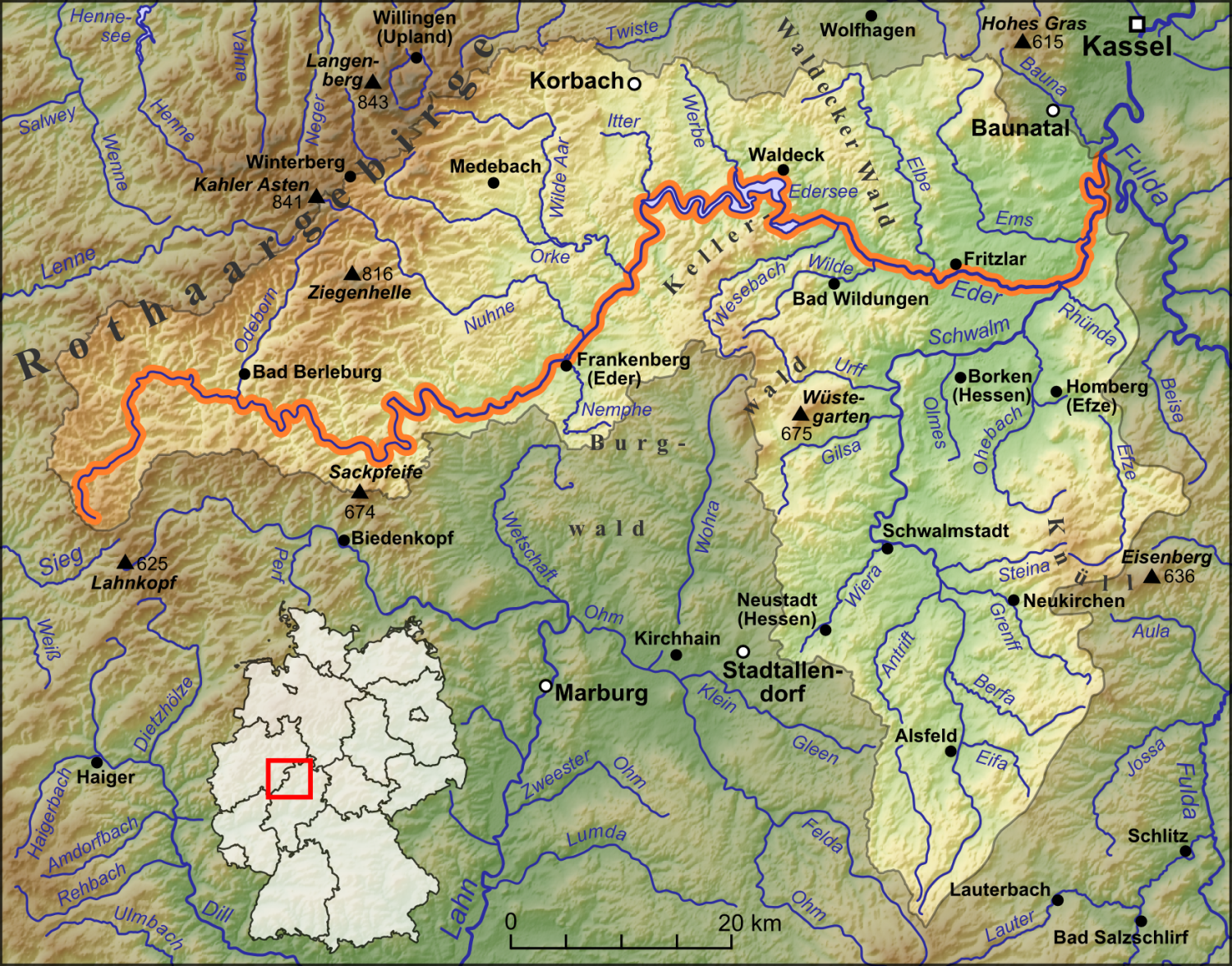
Situation du lac de retenue d'Edersee dans la vallée de l'Eder.

Le lac artificiel d’Edersee, formé par le barrage sur l’Eder, se trouve à 35 km à vol d'oiseau au sud-ouest de Cassel, juste au nord du massif de Kellerwald, au Nord du parc national de Kellerwald-Edersee. Il s'étend depuis le débouché de l'Eder en amont de Herzhausen (à Vöhl) à l'ouest, jusqu'au barrage, à Hemfurth-Edersee à l'est ; il est encaissé au sud par les collines de l'Eder, qui forment la frange Nord du massif de Kellerwald, dont la superficie est à peu près équivalente à celle du parc national de Kellerwald-Edersee.

## Histoire

### La construction
La construction de ce barrage dans l’Edertal a été autorisée dans le cadre de la loi sur les voies navigables, votée à Berlin le 1er avril 1905. Elle prévoyait la construction de nouveaux barrages dans la partie supérieure du bassin de la Weser, entre le Mittellandkanal et Hanovre, afin d’assurer l'alimentation en eau du canal latéral à la Lippe, du canal Rhin-Herne et du canal Dortmund-Ems alors en construction. L'importance de ces grands travaux pour l’Empire allemand se mesure à la visite officielle que fit l’empereur Guillaume II au mois d’août 1911 et l’inauguration de l’ouvrage en présence du Kaiser, prévue pour le 25 août 1914, et que le déclenchement de la Première Guerre mondiale fit naturellement remettre. Le projet du barrage avait été confié au directeur des travaux d'aménagement de la Weser, Wilhelm Muttray, qui assura aussi une grande partie de la direction des travaux. Il calcula les débits d’alimentation en eau utiles à l'opération. La construction du barrage, qui s'étala entre 1908 et 1914 et s'appuyait sur les plans d’Otto Intze, coûta au Reich 25 000 000 mark-or. La maîtrise d’œuvre était confiée au conseiller général des ponts et chaussées Wilhelm Soldan et à l’ingénieur en chef Herbert Pietsch (1887–1958) du service des ouvrages hydrauliques de Prusse.

### Les expropriations
Il a fallu expulser et reloger environ 900 habitants de la région. Les populations les plus touchées furent celles des villages d’Asel, de Berich et de Bringhausen, situés dans la vallée de l’Eder. Ces familles ont été relogées en amont du lac. Une partie des villages de Nieder-Werbe et de Herzhausen a été engloutie et les habitants relogés dans des fermes voisines. Plusieurs édifices anciens ont disparu dans l’opération, comme les deux corps de logis du manoir de Vornhagen, qui se trouvaient en contrebas du château de Waldeck, ou le moulin de Stoll, qui se dressait à l’endroit où le lac de retenue a sa plus grande largeur, non loin en amont du barrage actuel sur la colline de Hammerberg. Lors des étiages, on peut encore apercevoir les voies ferrées qui ont servi à acheminer les moellons formant le barrage. Ont également été noyés le moulin, les forges de Berich et leur martinette, et le moulin d’une filature textile.

### La destruction du barrage
Au cours de la Seconde Guerre mondiale, la Royal Air Force espérait, grâce à l’opération Chastise, priver de matières premières et d'eau potable l’industrie d'armement de la Ruhr en détruisant les barrages de la Möhne, de la Sorpe, de l'Ennepe et du Lister. Ce plan prévoyait aussi le bombardement du barrage de l'Edertal, dont la destruction empêcherait pour plusieurs mois la navigation sur la Weser et mettrait au chômage le Mittellandkanal.
Le 17 mai 1943, un peu avant 2h00 du matin, un bombardement exécuté par l'escadre britannique no 617, commandée par le lieutenant-colonel Guy Gibson (Dam Busters) porta un coup fatidique au barrage de l'Ederstal.

Principe des bombes à ricochet.
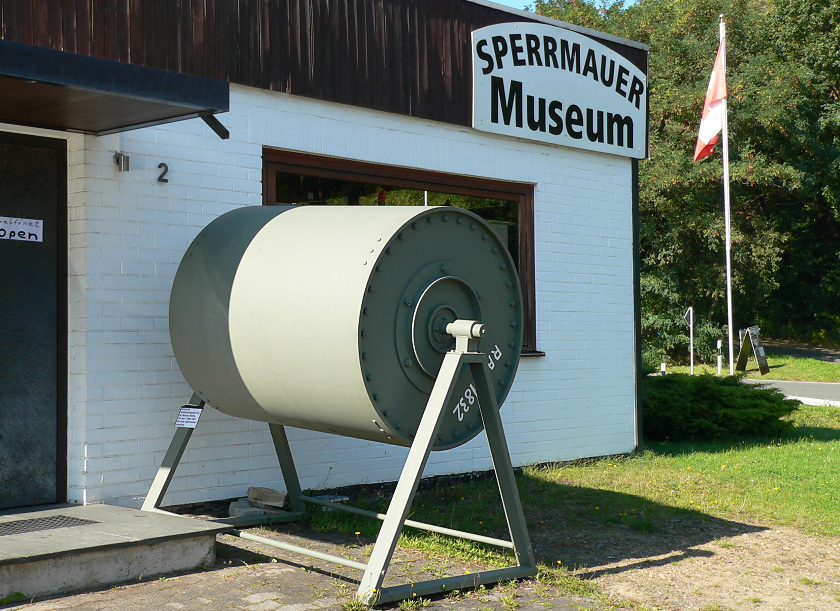
Une bombe à ricochet à l'entrée du musée du barrage, à Hemfurth-Edersee
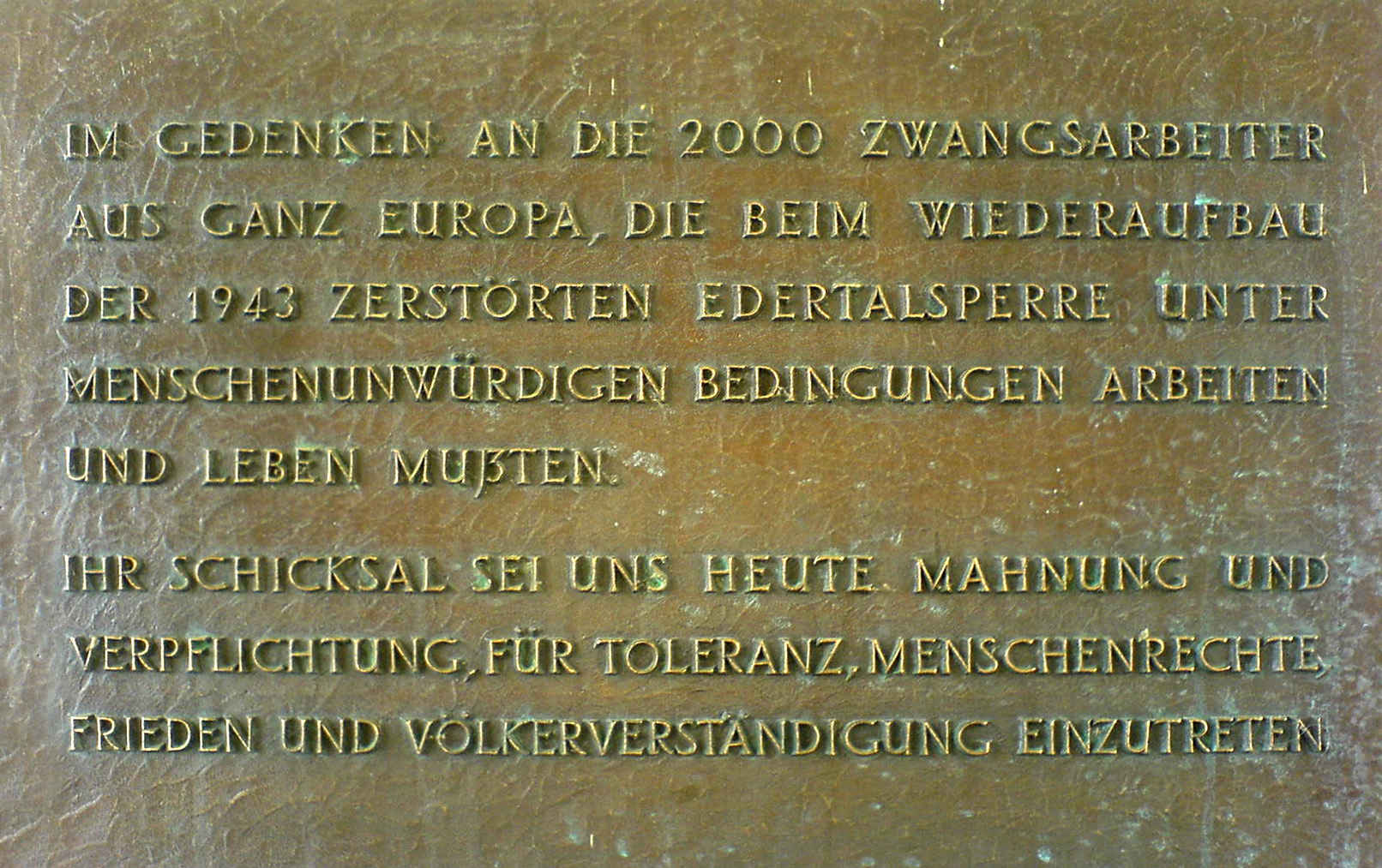
Plaque commémorative en hommage aux victimes du STO affectées à la reconstruction du barrage.

Pour déjouer les filets anti-bombe recouvrant l’aval du barrage, les Britanniques avaient imaginé une arme spéciale, la bombe à ricochet, destinée au largage par des Avro Lancaster. Ces projectiles, auxquels était imprimé un mouvement de rotation, étaient censés rebondir sur la surface du lac jusque sous les filets, avant d’exploser à une profondeur déterminée. L’onde de choc, sur le barrage d'Edertal, suffit à ouvrir une brèche d’une hauteur de 22 m  et d’une ouverture de 70 m au couronnement. L’eau déferlait avec un débit moyen de 8 000 m3/s, libérant au total 160 000 000 m3 d'eau, ce qui représentait 80 % du volume de la retenue.

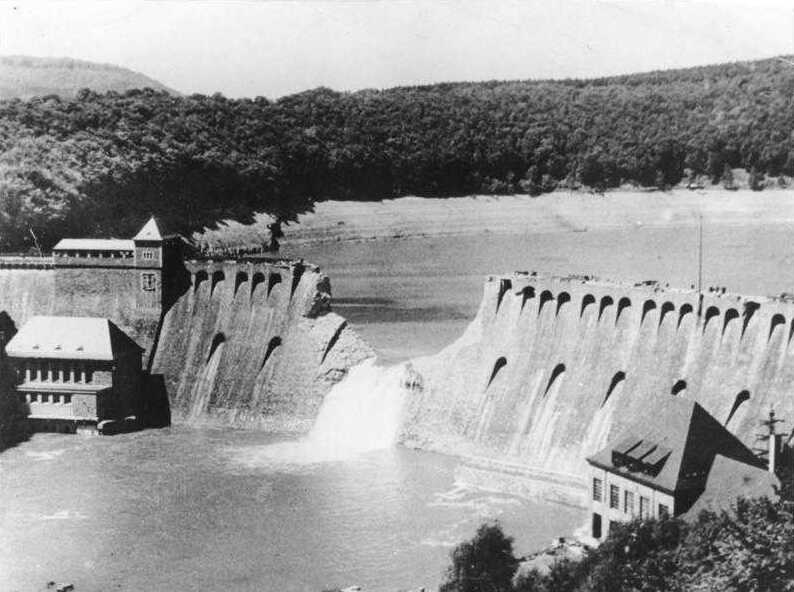
Le barrage de l’Edersee après le bombardement de 1943.

Il se forma une vague d'une hauteur de 6 à 8 m à l'aval, se dirigeant vers Fritzlar, Wabern et Felsberg pour inonder les vallées de la Fulda (Cassel) du Weserstein (Hann. Münden) et finalement grossir les eaux de la Weser. L'onde de crue, décrite par les riverains comme un rouleau d'écume blanche grondant, détruisit des centaines de maisons, plusieurs usines, des voies ferrées, des ponts et des routes, et arracha des centaines d'arbres. L’inondation ne se limita pas à submerger les vallées avoisinantes comme la confluence Schwalm-Eder et la confluence Eder-Fulda pour en faire des lacs : elle noya la dépression de la Fulda dans le bassin de Cassel, à quelque 35 km à l’aval, de sorte que Bettenhausen, les faubourgs de la vallée et le parc Karlsaue et son orangerie furent balayés par la crue.
Les estimations du nombre de victimes qui ont péri, directement ou indirectement, dans cette inondation, sont contradictoires : elles oscillent entre 47 et 68 décès. Certains travaux du début du XXIe siècle, qui évoquent la mort de 749 prisonniers de guerre ukrainiens d'un camp de travail en aval du barrage de l’Edersee, commettent probablement une confusion avec la catastrophe de la Möhne (autre volet de l'opération Chastise) qui fit suite au bombardement du barrage de la Möhne : aucune source, en effet, ne permet d’affirmer qu’au moment du bombardement, il y avait un camp de travaux forcés à l’aval du lac d’Edersee ; les déportés affectés à la reconstruction du barrage ont été installés dans un camp spécialement aménagé pour ces travaux.
Un film d’amateur réalisé par un soldat montre l’eau se déversant par la faille béante du barrage quelques heures seulement après l'attaque aérienne.

### La reconstruction
La même année, les autorités nazies entreprirent la reconstruction du barrage grâce aux travaux forcés de l’Organisation Todt. Le concours de la Hitlerjugend et du Reichsarbeitsdienst permit de remettre debout plusieurs bâtiments et maisons alentour.
La réparation du barrage s’est poursuivie après la guerre en plusieurs étapes : 1946-48, 1961-62 et 1991-94. Les campagnes de réparation des années 1940 se sont attaquées au rebouchage (par injections d’imperméabilisation) des nombreuses fuites du parement autour de la brèche provoquée par les bombes à ricochet en mai 1943 ; les campagnes de réparation des années 1960 ont consisté à appliquer un écran de mortier. Au cours des années 1990, pour répondre aux exigences accrues en matière de sécurité de la norme DIN 19700 (dite « barrages ») on a procédé à 104 ancrages au rocher de 75 m de longueur chacun. Chacun de ces ancrages était précontraint à 4 500 kN.

## Caractéristiques techniques
Le barrage :

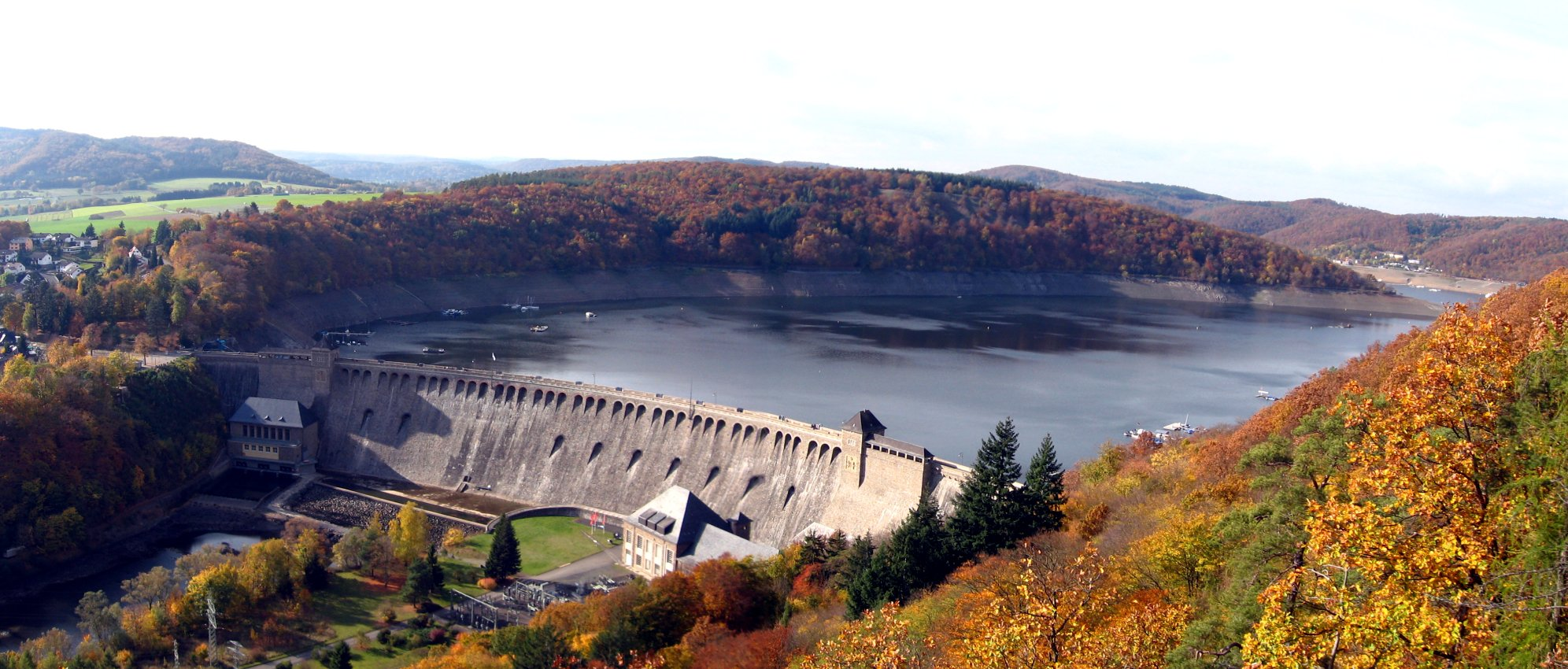
Le parement aval du barrage vu de l’Uhrenkopf.

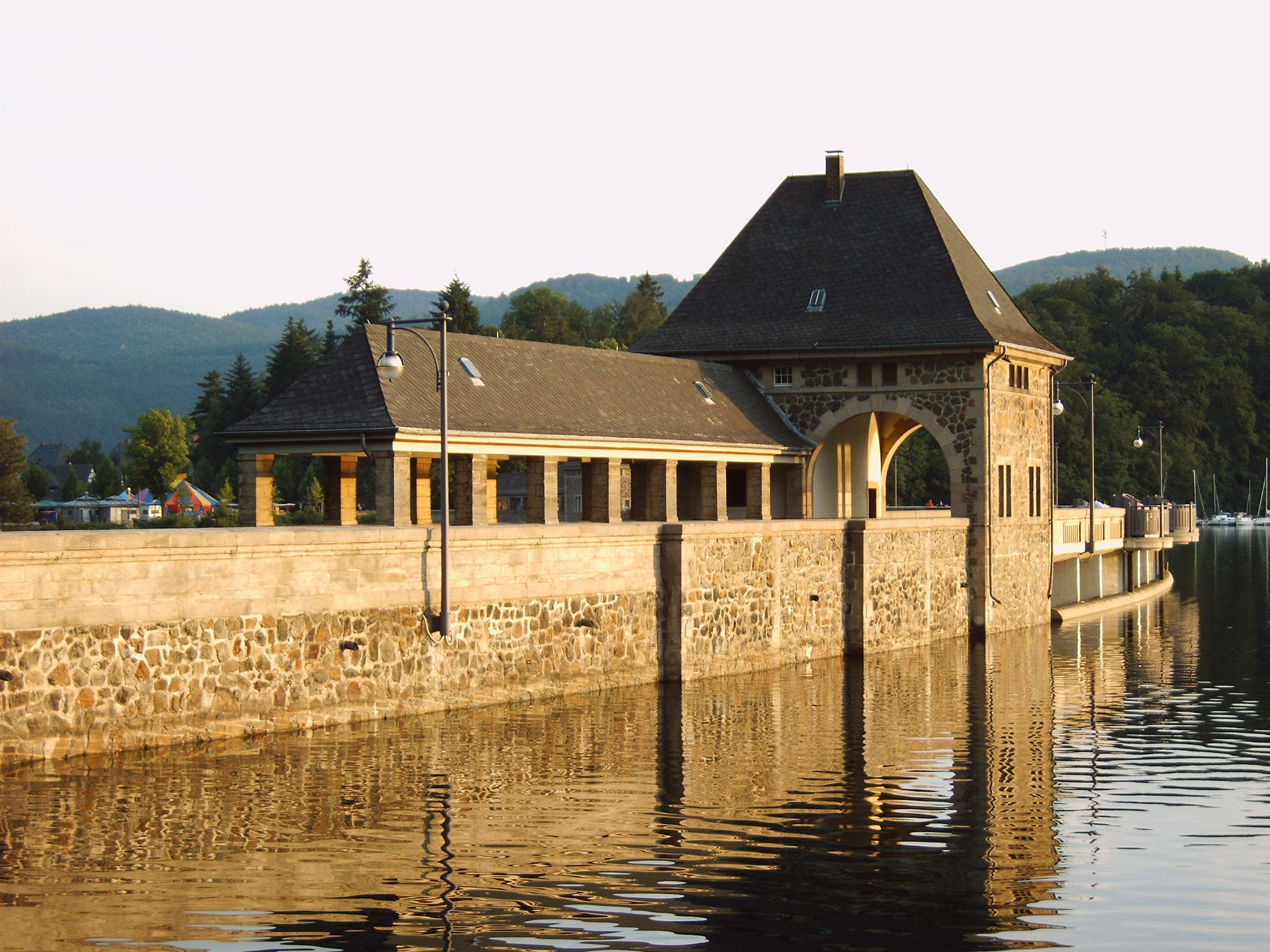
Le couronnement amont du barrage (donc côté Nord).

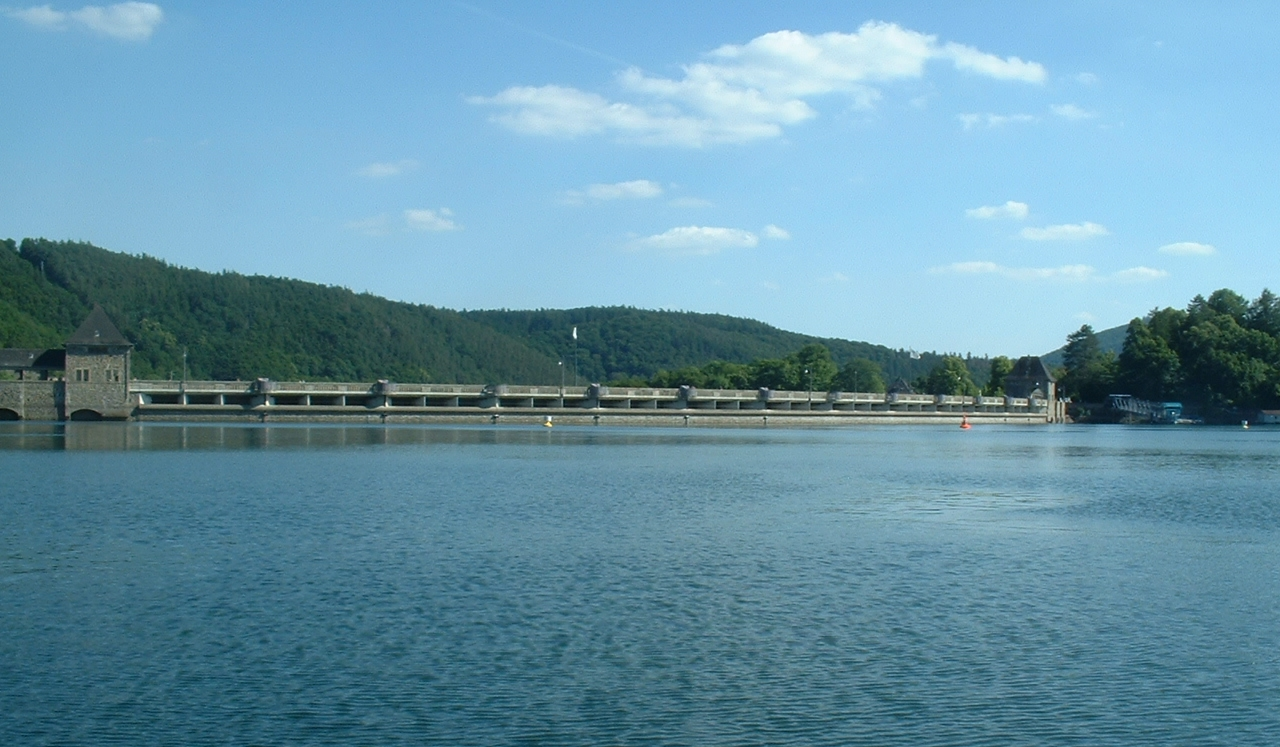
Parement nord avec la retenue abaissée de 2 m.

Cet ouvrage construit entre 1908 et 1914 juste au nord de Hemfurth, un hameau d’Edertal, est un barrage poids à profil curviligne, d’une longueur de 400 m au couronnement et de  270 m à la base ; d’une épaisseur de 6 m au couronnement et de 36 m  à la base. Sa construction a nécessité l’équarrissage de 300 000 m3 de moellons de grauwacke.
Le lac :
Le lac d’Edersee est, par sa superficie, le second lac de retenue d'Allemagne et, par sa capacité, le troisième ; cela le classe parmi les 10 lacs de retenue allemands d'une capacité supérieure à 25 000 000 m3 d'eau. À pleine retenue, l'Edersee présente une superficie de 11,8 km2 et une capacité de 199 300 000 m3 (contrôlé en 2003 par scan-laser ; la valeur admise autrefois était de 202 400 000 m3). Sa profondeur est de 41,7 m avec un maximum de 43,69 m. La longueur du lac est de 28,5 km et son périmètre, de 69,4 km.

## Fonctions du barrage

### Alimentation en eau
Le barrage d'Edertal a été construit pour alimenter en eau le Mittellandkanal, et permettre aux chalands de naviguer entre la Ruhr et Berlin. À cette fin, on a aménagé une station de pompage au pont-canal de Minden pour relever les eaux de la Weser et alimenter ce canal. Il faut donc maintenir le mouillage de l'Eder, de la Fulda et de la Weser en permanence, et pas uniquement l'été. Il faut pour cela qu'en fin d'année le lac soit vidangé jusqu'à atteindre le volume minimum de 150 000 000 m3, afin de pouvoir absorber les 50 000 000 m3 de précipitation qui (en année moyenne) vont venir le remplir jusqu'au printemps.
Pour l'arrondissement de Waldeck-Frankenberg, cet étiage se traduit par des contraintes importantes pour le tourisme.

### La régulation du débit
Le débit naturel de l'Eder alimentant le lac, tel qu'on le mesure à la station de jaugeage de Schmittlotheim, est très variable : par temps sec, il est d'environ 1 m3/s, alors que par temps de pluie et spécialement lors de la fonte des neiges, il peut monter jusqu'à 740 m3/s, ce qui représente en moyenne 650 000 000 m3 par an (environ 20 m3/s).

### Production hydroélectrique
Au pied du parement aval du barrage de l'Edertal, il y a la centrale hydroélectrique de Hemfurth. L'ouvrage de prise des turbines se trouve juste au pied du parement amont, en rive gauche. Les turbines, dont les arbres ont un diamètre de 2,50 m, absorbent un débit de 54 m3/s. L'usine dispose de deux unités, équipés chacun de deux génératrices, qui, selon le niveau de la retenue, peuvent développer jusqu'à 20 MW. La centrale est exploitée par la Sté E.ON Wasserkraft GmbH. Le courant est acheminé en haute tension 110 kV par le réseau de distribution de E.ON Netz GmbH.
Il y a en outre à quelques kilomètres en aval du barrage un bassin tampon, le lac d'Affoldern, qui permet de faire fonctionner la centrale de pompage-turbinage de Waldeck et de produire de l'électricité « au fil de l'eau ».

### Crues et sécheresses

#### Gestion des crues

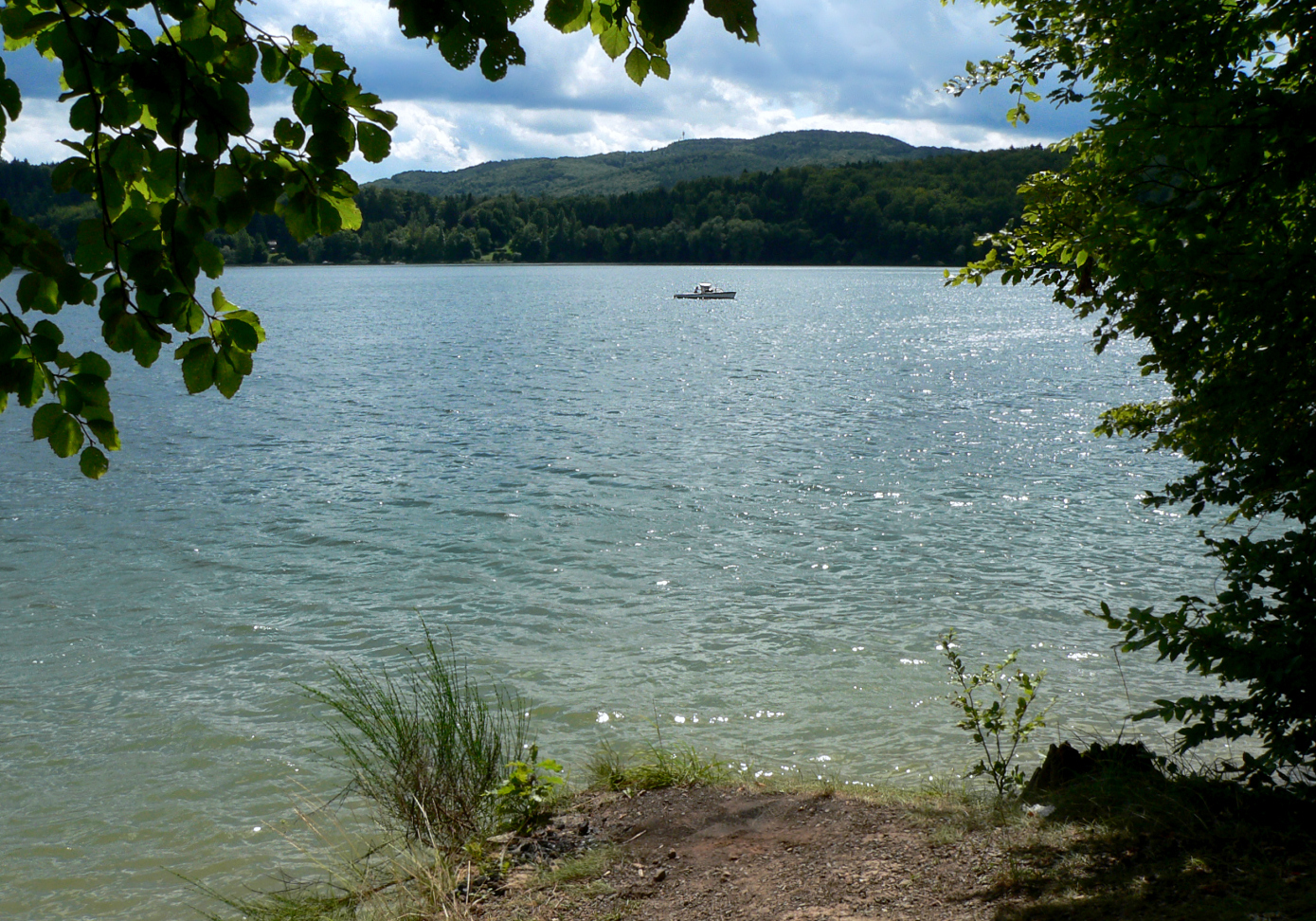
Niveau d'eau critique de la retenue en août 2012 ; on distingue au second plan le sommet du Peterskopf (Kellerwald).

Le niveau du lac varie tout au long de l'année : il est plein à la fin de la saison hivernale, entre mars et juillet. Sa profondeur est alors de 42 m.
Lorsque le niveau dépasse la cote d'alerte (245 m), l'évacuateur de crue permet de débiter 204 m3/s d'eau, grâce aux turbines (54 m3) et aux six aqueducs de chasse (150 m3), d'un diamètre de 1,20 m chacun, situés à la base du barrage. Si l'ouverture des six vannes de fond s'avère encore insuffisante, les 39 déversoirs ménagés dans le couronnement du barrage permettent d'évacuer jusqu'à 1 100 m3/s ; et si enfin cela ne suffit pas, il reste huit vannes de secours pratiquées dans la partie centrale du barrage, qui permettent d'évacuer 440 m3/s. Cela représente un débit de pointe de 1 744 m3/s d'eau.

#### Étiages

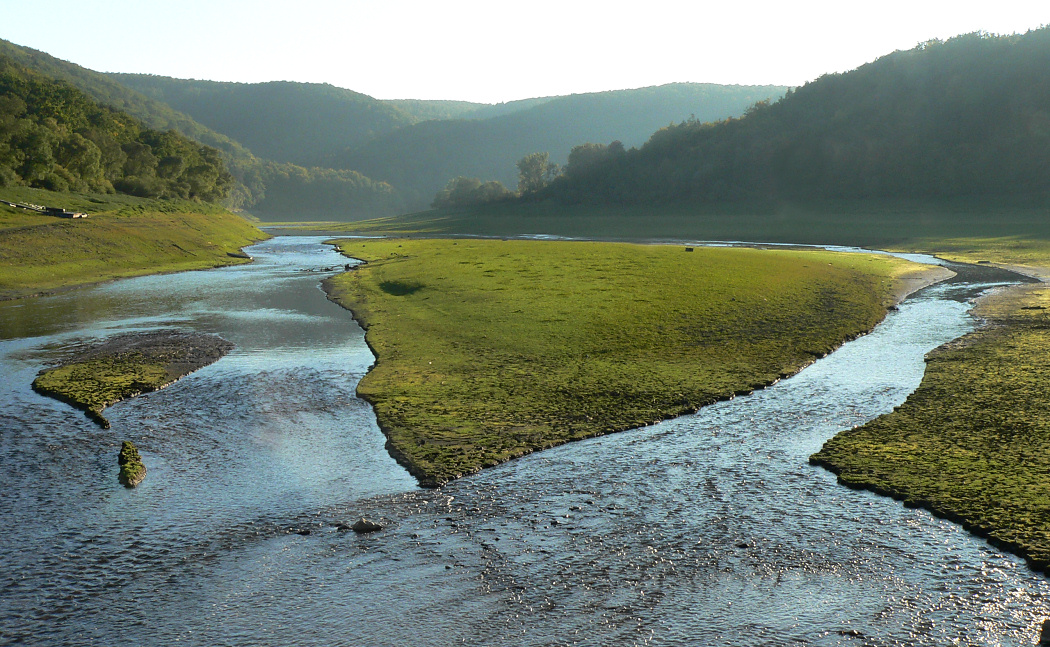
L’Eder à l’étiage près d’Asel en septembre (2008).

L’eau du lac permet de réguler le débit de la Weser et d'alimenter le Mittellandkanal. Après un été sec avec sécheresse, il arrive qu'une grande partie du lac soit asséchée. Les laisses fertiles sont alors promptement colonisée par la prairie.
Lors d'étiages extrêmes, on peut même voir des vestiges des anciens villages : l'abbaye de Berich, le cimetière de Bringhausen, les ponts d'Asel –  et même une maquette du barrage (à l'échelle 1:40e; cote topographique 219,9 m). En 2002, le nord de la Hesse et la région d'Ederkopf n'a pratiquement pas connu de pluie. L'hiver suivant a lui aussi été particulièrement sec, si bien que lors de la canicule de 2003 ces villages sont restés visitables pendant des mois. Le lac a connu sa profondeur minimum (volume d'eau de 19 900 000 m3, cote topographique de 217,82 m) en novembre 2003, avant d'être à nouveau plein à la fin mars 2004 après un hiver pluvieux. La rétention minimum depuis la guerre a été atteinte à la mi-décembre 1959 : 9 100 000 m3 soit moins que la cote critique de 214 m.

## Au cinéma
Le bombardement du barrage est évoqué dans un film de 1954 du réalisateur britannique Michael Anderson : Les Briseurs de barrages. Le lac et sa région servent aussi de décor à un épisode de la série policière allemande Tatort : Wie einst Lilly avec Ulrich Tukur (2010). Le barrage et le lac forment également le décor du film de Matthias Schweighöfer, Schlussmacher (« L'entremetteur », 2013).
Le bombardement du barrage forme également l'un des thèmes du jeu PC Call of Duty 1 ; mais la mission est purement fictive et s'écarte de la réalité historique.

## Galerie

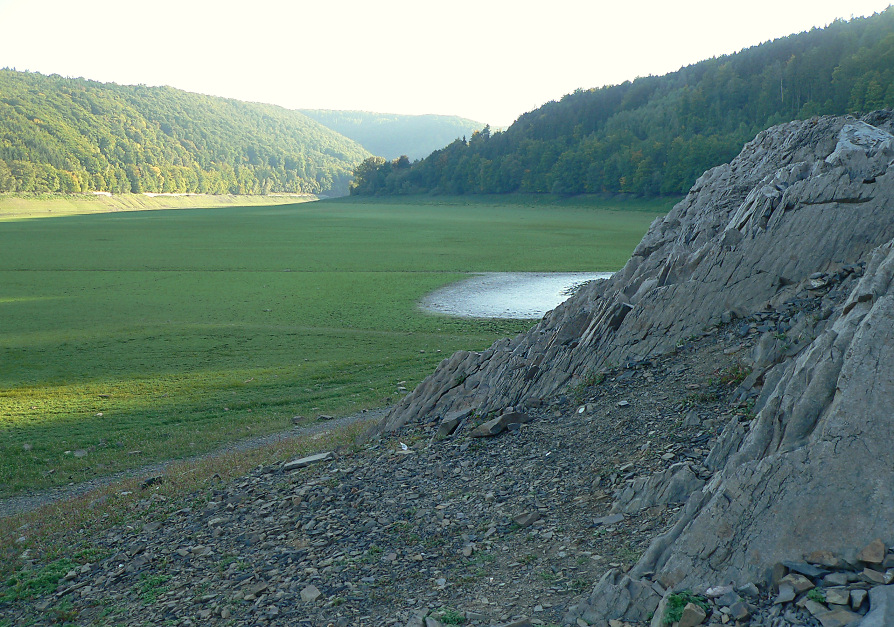
Le lac à sec près du village disparu d'Alt-Asel ; la craie est normalement sous le niveau d'eau (2008)
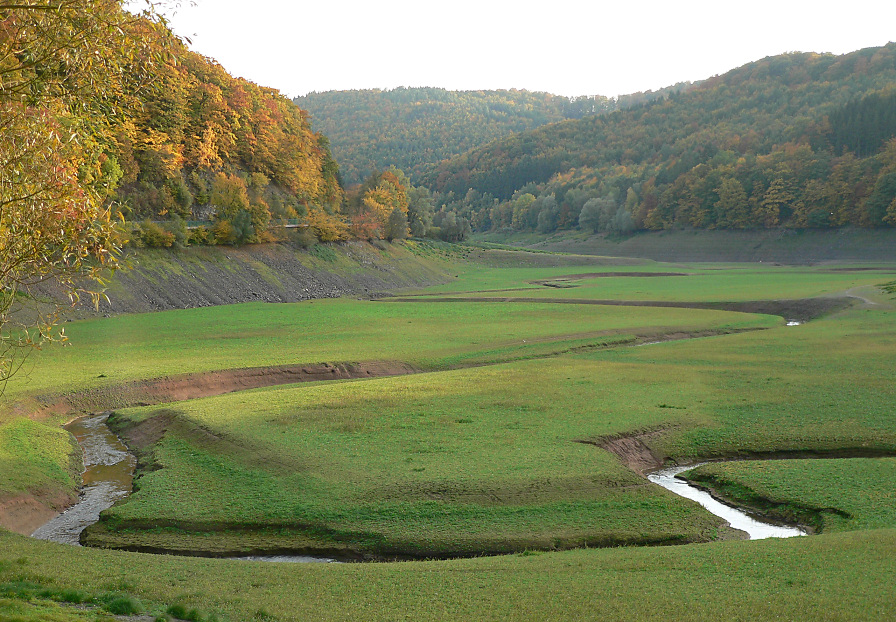
lit mineur du ruisseau de Werbe, visible seulement à l'étiage (2008)
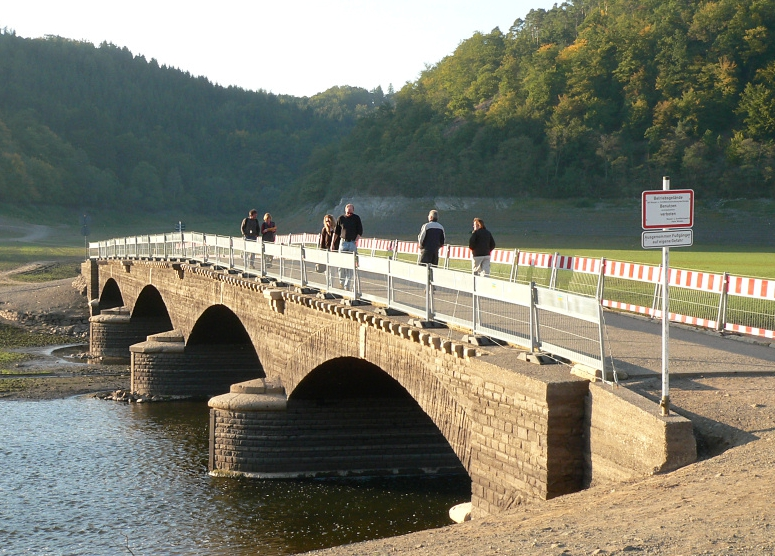
Un des vieux ponts d'Asel (construit entre 1887 et 1890) ; ce pont est normalement englouti sous les eaux du lac de retenue (2008)
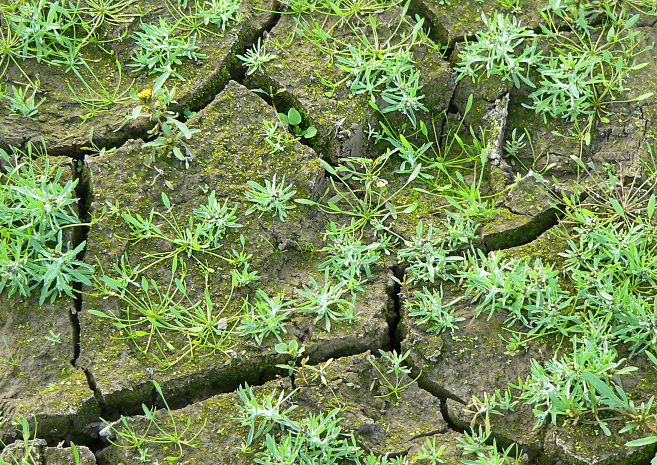
Recolonisation du fond du lac (2008)